# Nina Alissova
Pour les articles homonymes, voir Alissova.
Nina Alissova (en russe : Нина Ульяновна Алисова), née le 15 décembre 1915 à Kiev (Ukraine) et morte le 12 octobre 1996 à Moscou (Russie), est une actrice soviétique, mère de l'actrice ukrainienne Larissa Kadotchnikova connue pour son film Les Chevaux de feu réalisé par Sergueï Paradjanov.

## Filmographie partielle

### Au cinéma
- 1936 : O strannostyakh lyubvi
- 1937 : La Fille sans dot (Bespridannitsa) de Iakov Protazanov : Larisa Ogudalova
- 1938 : La Nouvelle Moscou (Новая Москва, Novaïa Moskva) d'Alexandre Medvedkine : Zoya
- 1940 : Makar Nechay : Nina Nikolaevna Stakhova, étudiante post-licence
- 1941 : Dursun : Dursun
- 1944 : L'Arc-en-ciel (Радуга, Raduga) de Marc Donskoï : Poussia
- 1945 : Military Secret : Natalya Osenina
- 1947 : Les Diamants (Almazy) : Varvara Menchikova
- 1949 : Ivan Pavlov (Академик Иван Павлов) de Grigori Rochal : Varvara Ivanova
- 1956 : Poseyali devushki lyon : Liza
- 1960 : La Dame au petit chien : Madame Gurov
- 1960 : Fils d'Iriston : Varvara Chreders
- 1965 : Les Chevaux de feu : mère d'Ivan Paliychuk
- 1965 : Une source pour les assoiffés (Rodnik dlya zhazhdushchikh) : Paraska
- 1966 : Artakarg handznararutyun
- 1966 : Vnimaniyu grazhdan i organizatsiy
- 1967 : Le Torrent de Fer, d'après le livre éponyme d'Alexandre Serafimovitch.
- 1969 : Paytyun kesgisherits heto
- 1970 : Le Carillon du Kremlin (Kremlyovskie kuranty) : dame au tricot
- 1970 : Lioubov Yarovaïa (Любовь Яровая) de Vladimir Fetine
- 1971 : Smyatenie : mère de Katia
- 1972 : Ekhali v tramvaye Ilf i Petrov
- 1973 : Le Ciel bleu (Sinee nebo) : Nadejda Svetlova
- 1977 : Sladkaya zhenshchina : Raïssa Choubkina
- 1981 : Smotri v oba ! : higoumène
- 1995 : Chirli-Myrli (Ширли-мырли) de Vladimir Menchov :  mélomane

#### À la télévision

##### Séries télévisées
- 1960 : The Robert Herridge Theater : Maude Adams

##### Téléfilms
- 1977 : Transsibérien (Transsibirskiy ekspress) : Lyubushka, artistka
- 1981 : Pust on vystupit : Mrs. Starkweather
- 1981 : Sylva (Сильва) de Yan Frid : comtesse
- 1987 : Ispytateli : Olga Mikhaylovna

## Récompenses et distinctions
- (en) Nina Alisova: Awards, sur l'Internet Movie Database